# Werkbahn Bruckberg
| Verlauf der Werkbahn |                     |              |              |
| Spurweite: | 600 mm (Schmalspur) |              |              |
| |                     |              |              |
| \| \| \| Flickendorf \| \| \| \| \| Pörndorf \| \| \| \| \| \| \| \| \| \| von Landshut \| \| \| \| \| Bruckberg \| \| \| \| \| nach München \| \| |                     |              |              |
| Betriebs-/Güterbahnhof Streckenanfang (Strecke außer Betrieb)                                                                                      |                     | Flickendorf  | Flickendorf  |
| Abzweig geradeaus und von links (Strecke außer Betrieb) · Betriebs-/Güterbahnhof Streckenende und quer (Strecke außer Betrieb)                     |                     | Pörndorf     | Pörndorf     |
| Strecke (außer Betrieb) |                     |              |              |
| Strecke (außer Betrieb) · Strecke von links |                     | von Landshut | von Landshut |
| Betriebs-/Güterbahnhof Streckenende (Strecke außer Betrieb) · Bahnhof                                                                              |                     | Bruckberg    | Bruckberg    |
| Strecke |                     | nach München | nach München |

Die Werkbahn Bruckberg (auch Bruckberger Bockerl, Bockerlbahn) war eine Schmalspurbahn, die bei Bruckberg in Niederbayern für den Transport von Bentonit eingesetzt wurde.

## Geschichte und Betrieb
Nördlich von Moosburg an der Isar liegen Vorkommen von Bentonit. Um das Material zur Weiterverarbeitung ins Werk der Süd-Chemie (heute Clariant) nach Moosburg zu transportieren, wurden anfänglich Fuhrwerke eingesetzt. Um die steigenden Mengen transportieren zu können, wurde 1932 eine Schmalspurbahn mit einer Spurweite von 600 mm fertiggestellt. Diese führte von den Tongruben bei Flickendorf und Pörndorf ins östlich von Moosburg gelegene Bruckberg. Dort wurde das Bentonit umgeladen und auf der Bahnstrecke München–Regensburg nach Moosburg transportiert. Betrieben wurde die Bahn zu ihren Hochzeiten mit 5 Dampflokomotiven und 2 Diesellokomotiven. Nach dem Zweiten Weltkrieg übernahmen zunehmend Lastwagen den Transport direkt zum Werk in Moosburg. 1961 wurde der Bahnbetrieb eingestellt und die Gleisanlagen der Strecke abgebaut. In den Tagebauen wurde der Bahnbetrieb mit den beiden Diesellokomotiven bis mindestens 1966 weitergeführt.

## Streckenverlauf

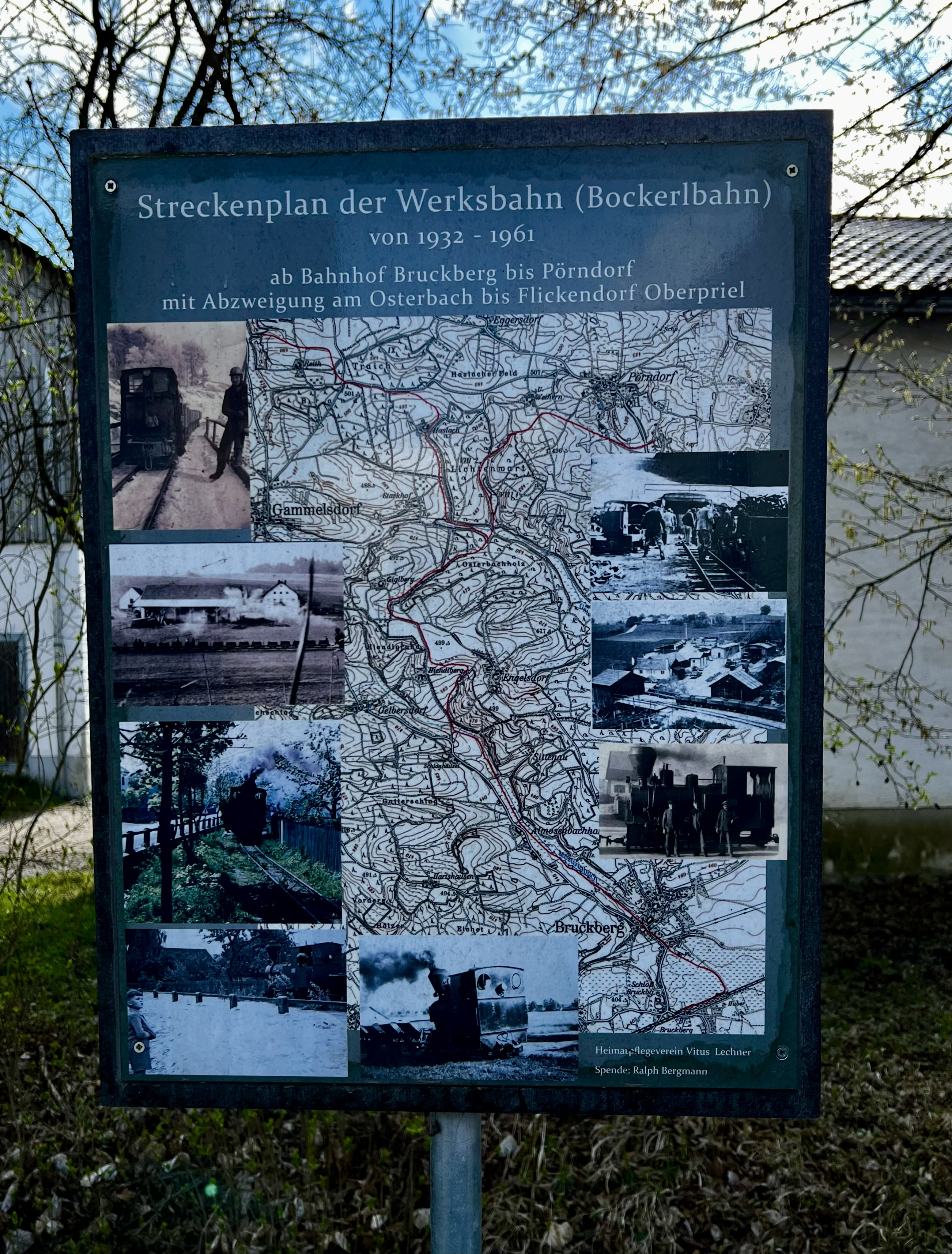
Infotafel zum "Bockerl" mit Streckenverlauf und historischen Bildern

Die Strecke führte in östlicher Richtung aus dem Bahnhof Bruckberg und wandte sich direkt nach Norden in Richtung der Ortschaft, die entlang der Straße durchquert wurde. Bis Schlaghäusl folgte die Bahn dem Verlauf des Möslingbachs. Nördlich von Schlaghäusl überquerte die Bahn einen Höhenzug und wechselte ins Tal des Osterbaches. Hier teilte sich die Strecke auf. Der Streckenteil nach Pörndorf führte in nordöstlicher Richtung durch ein Waldstück und dann südlich an Pörndorf vorbei zur Tongrube. Der Streckenteil nach Flickendorf folgte ein kurzes Stück dem Osterbachtal und verlief dann am Waldrand bergan in Richtung Haslach. Dort wandte er sich nach Westen und durchquerte vor der Tongrube ein weiteres Waldstück.